# Курсель, Кристофер Генрих фон
Христофор (Кристофер) Генрих фон Курсель (нем. Christopher Heinrich von Kursell; 29 ноября 1722 — 5 декабря 1795, Гапсаль) — генерал-поручик русской службы.

## Биография
Родился в 1722 году в Эстляндии. Выходец из старинного остзейского немецкого рода фон Курсель. Сын предводителя дворянства Кристофера Энгельбрехта фон Курселя (1685–1756) и Гертруды Елены фон Тизенгаузен (ум. 1742). Его младший брат, Мориц Энгельбрехт фон Курсель (1744–1799), также являлся предводителем дворянства.
Вначале Курсель поступил на прусскую службу, где дослужился до поручика, служил в гвардии. В 1749 году, с началом Семилетней войны, он попросил у короля Фридриха II почётную отставку, чтобы не воевать против своих (большинство балтийских немцев в то время находились на русской службе). Фридрих II отказал Курселю в этой просьбе.
После этого Курсель дезертировал из прусской армии, чтобы перейти на русскую службу, однако был схвачен, осуждён, отказался от королевского помилования (поскольку принять помилование означало бы признать себя виновным), после чего был посажен в тюрьму Шпандау, где провёл 13 лет.
В 1762 году, по инициативе Екатерины II, Курсель был обменян. Вскоре после возвращения в Россию, он наконец-то поступил на русскую службу, причём был произведён в полковники. Вскоре после этого в Ревеле Христофор Генрих фон Курсель женился на Анне Лунетте фон Эссен (ум. 1772), также происходившей из старинного русско-немецкого рода. В 1770 году Курсель был повышен до генерал-майора, а к моменту выхода в отставку был уже генерал-поручиком. 
Скончался в 1795 году в Гапсале, Эстляндия.